# Feria del Sol

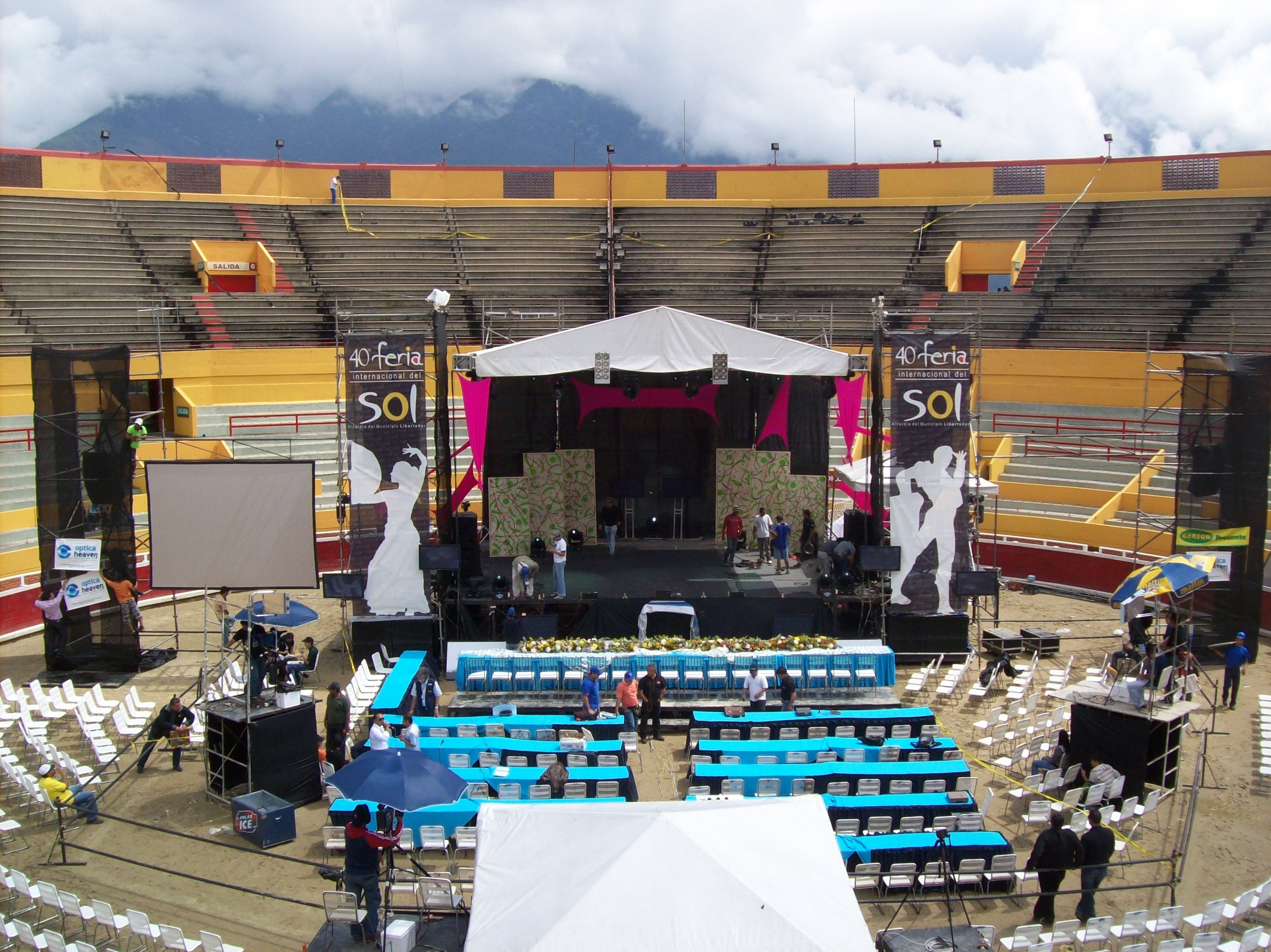
Il Circo Monumental di Mérida, durante la preparazione dell'elezione della Reina del Sol.

La Feria del Sol, conosciuta anche come Carnaval Taurino de America, è un festival culturale di carattere internazionale che si svolge nella città di Mérida, Venezuela, durante il mese di febbraio, in concomitanza al carnevale. Il festival prevede competizioni di tori, esposizioni culturali, commerciali e zootecniche, concerti, sfilate, varie attività sportive e l'elezione di una regina della fiera (La Reina del Sol).

## Storia
A Mérida, una delle città più antiche del Venezuela conosciuta con l'appellativo di Città dei Cavalieri, non venivano svolte fiere come venivano invece svolte nelle città di San Cristóbal, Barquisimeto, Maracaibo e Táriba. Per questo motivo, un gruppo di persone del luogo ebbe l'idea di costruire una Plaza de toros, affinché Mérida avesse un calendario taurino così da riuscire ad essere annoverata tra le città che svolgevano le fiere più importanti del paese, le quali avevano già un notevole prestigio su tutto il territorio nazionale.

### Prima edizione

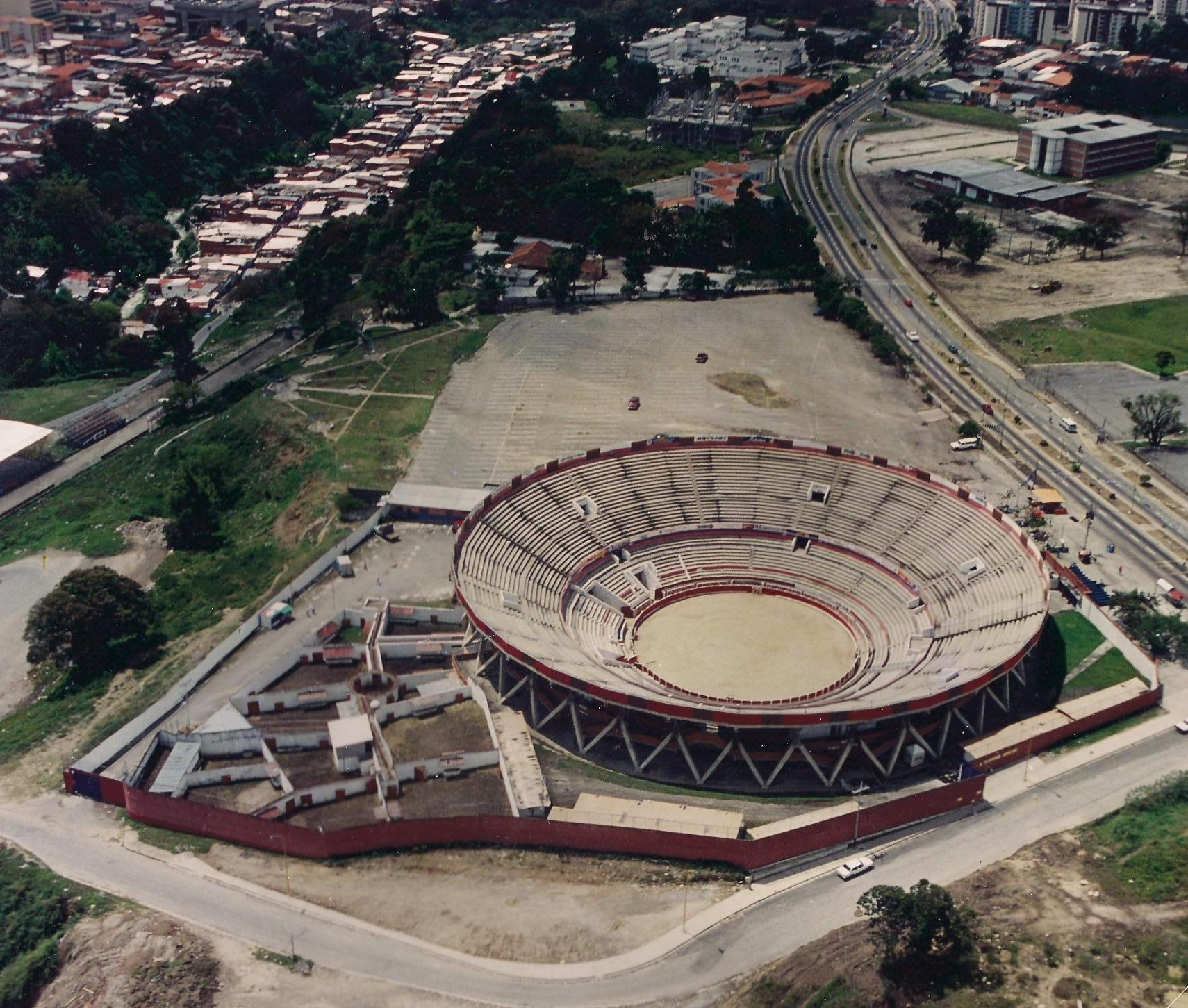
Panorama de Plaza Monumental Román Eduardo Sandia, Mérida.

Originariamente le fiere venivano svolte nei primi giorni di dicembre al fine di commemorare la ricorrenza dell'Immacolata Concezione e pertanto si decise di stabilire la data della prima fiera per il 9 e 10 dicembre. Per quell'evento furono ingaggiati dei famosi toreri come César Faraco, Manuel Benítez "El Cordobés", Francisco Rivera "Paquirri", Julio Aparicio, Curro Girón, Paco Camino ed il pungolatore messicano Juan Cañedo e si utilizzarono tori di Félix Rodríguez ("Achury Viejo" e "Ambaló"), tutti provenienti dalla Colombia.
La prima corrida non poté essere celebrata poiché ci fu un forte acquazzone che difatti fece posticipare l'inaugurazione della fiera di un giorno, quindi entrambe le corride furono tenute il secondo giorno. Per quel giorno si stabilì di svolgere una corrida la mattina e l'altra nel pomeriggio, quell'occasione fu ricordata per essere stata la prima volta che venivano celebrate due corride nella stessa piazza e nello stesso giorno in Venezuela.

### Edizioni successive
Nel 1968 la fiera non fu svolta, ma in quell'occasione si tenne una corrida il 13 aprile 1968, in concomitanza al Sabato Santo. In quell'occasione i tori dell'allevamento colombiano "Dosgutiérrez" furono combattuti dai toreri Alfredo Leal, Curro Girón e Pepe Cáceres.
Viste le condizioni meteorologiche del mese di dicembre, non molto idonee allo svolgimento di una fiera, si decise di far svolgere la fiera in coincidenza con la vesta del carnevale sotto il nome di "Feria del Sol". Nel 1969 si svolse la prima fiera che prevedeva tre corride i giorni 15, 16 e 17 febbraio.

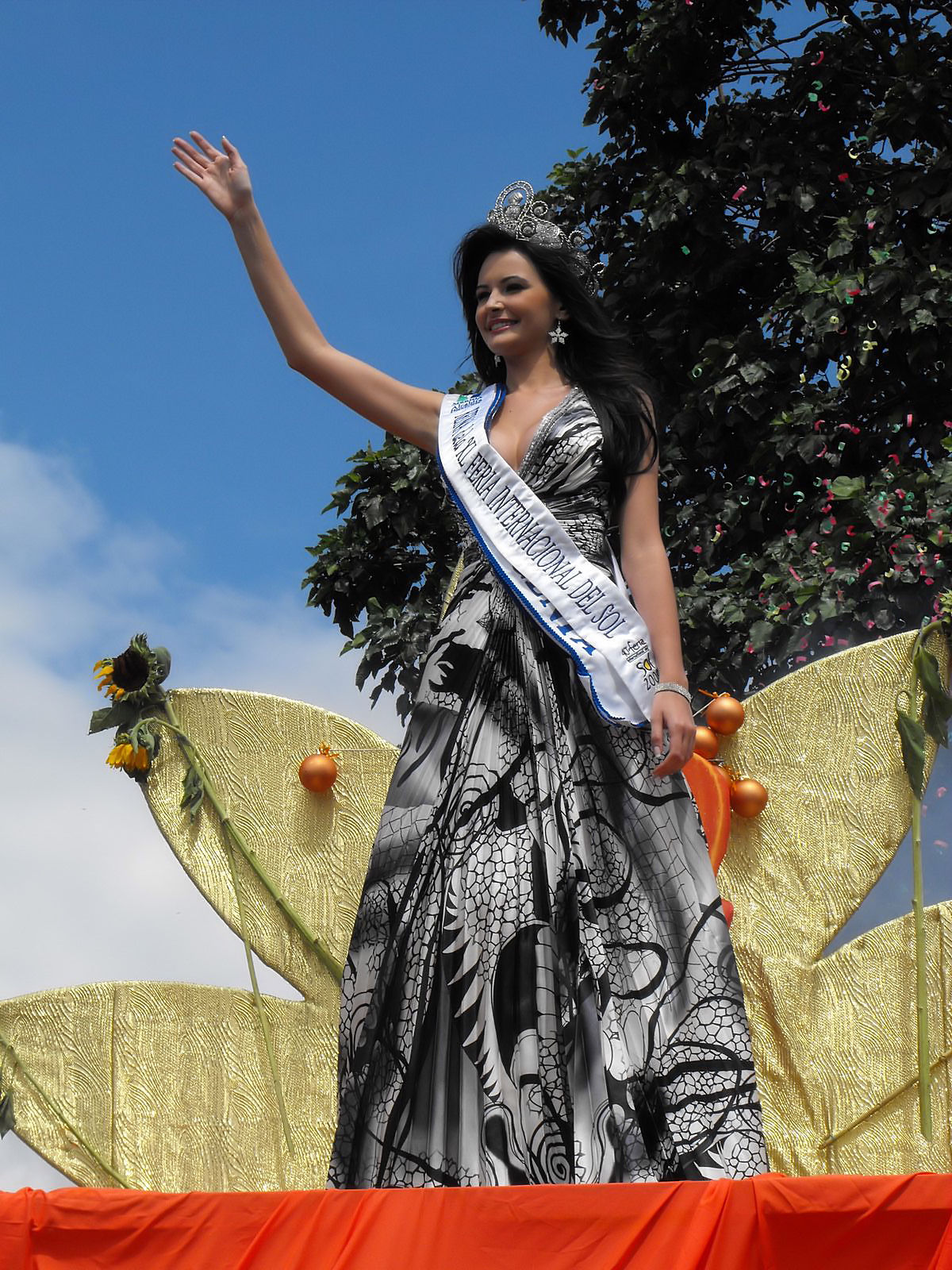
La Reina (o Novia) del Sol 2009.

Il primo cartello fu composto dai tori di "Valparaíso" per Alfredo Leal, Daniel "Matatoba" Santiago, Manuel Benítez "El Cordobés" ed il venezuelano Lucio Requena. Il primo orecchio della fiera fu donato ad Alfredo Leal.
A partire da quell'edizione la fiera è diventata progressivamente una delle più importanti del Venezuela e dell'intero mondo taurino. La preesistente fiera dell'Immacolata si è celebrata in altre occasioni (1990, 1991 e 1997) ma con scarso concorso di pubblico.